# Мюррей, Джордж, 6-й герцог Атолл
Джордж Август Фредерик Джон Мюррей, 6-й герцог Атолл (англ. George Augustus Frederick John Murray, 6th Duke of Atholl; 20 сентября 1814 — 16 января 1864) — шотландский аристократ, наследственный пэр и масон.

## Биография
Родился 20 сентября 1814 года в Грейт-Камберленд-Плейс, Лондон. Старший сын Джеймса Мюррея, 1-го барона Гленлайона (1782—1837), который был вторым сыном Джона Мюррея, 4-го герцога Атолла (1755—1830), и его жены леди Эмили Фрэнсис Перси (1789—1844), второй дочери Хью Перси, 2-го герцога Нортумберленда . Мюррей служил в британской армии и был лейтенантом 2-го гвардейского драгунского полка, выйдя в отставку в 1840 году.
Джордж Мюррей стал заместителем лейтенанта Пертшира в 1846 году и был назначен рыцарем Ордена Чертополоха в 1853 году. Став лордом Гленлайоном в 1837 году, он сформировал Атолльских горцев в 1839 году в качестве своего отряда личных телохранителей. 30 августа того же года он присутствовал на турнире графа Эглинтона в Эйршире под видом «Рыцаря Гаэля» в сопровождении свиты своих горцев . В 1844 году, когда королева Великобритании Виктория остановилась в замке Блэр, шотландские горцы обеспечили охрану королевы. Она была так поражена их явкой, что приказала подарить им цветы, придав им официальный статус британского полка.
29 октября 1839 года Джордж Мюррей женился на Энн Хоум-Драммонд (17 июня 1814 — 18 мая 1897), дочери Генри Хоум-Драммонда (1783—1867) и Кристиан Морей (1779—1864). Джордж Мюррей скончался в 1864 году в замке Блэр возрасте 49 лет от рака шеи, и его титулы унаследовал его единственный ребенок Джон.
Он служил 66-м великим мастером масоном Шотландии с 1843 по 1863 год и был великим мастером Англии с 1843 года до своей смерти в январе 1864 года.

## Титулатура
- 6-й герцог Атолл (с 14 сентября 1846)
- 7-й маркиз Атолл (с 14 сентября 1846)
- 6-й маркиз Таллибардин, Пертшир (с 14 сентября 1846)
- 9-й граф Таллибардин (с 14 сентября 1846)
- 8-й граф Атолл (с 14 сентября 1846)
- 6-й граф Страттей и Стратхардл, Пертшир (с 14 сентября 1846)
- 7-й виконт Балкухиддер (с 14 сентября 1846)
- 6-й виконт Балкухиддер, Глеалмонд и Гленлайон, Пертшир (с 14 сентября 1846)
- 11-й лорд Мюррей из Таллибардина (с 14 сентября 1846)
- 9-й лорд Мюррей, Гаск и Балкухиддер (с 14 сентября 1846)
- 6-й лорд Мюррей, Балвени и Гаск (с 14 сентября 1846)
- 2-й барон Гленлайон из Гленлайона, Пертшир (с 12 октября 1837).
- 3-й барон Мюррей из Стэнли, Глостершир (с 14 сентября 1846)
- 11-й лорд Стрейндж (с 14 сентября 1846)
- 6-й граф Стрейндж, Пертшир (с 14 сентября 1846)